# Assaig i error
El mètode d'assaig i error, també conegut com a prova i error, és un mètode per a l'obtenció de coneixement, tant proposicional com procedimental. En l'assaig i error es prova una opció i s'observa si funciona. Si funciona, llavors es té una solució. Si no - això és un error - s'intenta una altra opció. En algunes versions de l'assaig i error, l'opció que es veu a priori com la més probable és la que sol posar-se a prova primer, seguit de la següent més probable, i així successivament, fins que es troba una solució o fins que s'esgoten totes les opcions.
L'assaig i error ha estat tradicionalment el mètode principal d'obtenció de nous medicaments (fàrmacs com els antibiòtics, per exemple). Els químics només proven substàncies químiques a l'atzar fins que troben una que ofereix l'efecte desitjat. El mètode científic conté elements de l'assaig i error en les seves hipòtesis de formulació i prova que el mètode és important en l'assaig i error. Molts altres mètodes de recerca d'informació també apliquen la idea bàsica d'assaig i error. Un exemple de mètode informàtic que empra la tècnica de l'assaig i error és el mètode Bogosort, usat en l'ordenació de matrius.

## Característiques
- Orientat a la solució: l'assaig i error no tracta de descobrir "per què" funciona una solució, sinó que només assenyala quina és la solució.
- Problema específic: l'assaig i error no tracta de generalitzar una solució per a altres problemes.
- No òptim: l'assaig i error tracta de trobar només una solució, no totes les solucions, ni tampoc la millor solució.
- Necessitat d'un mínim coneixement: l'assaig i error pot procedir on hi ha poc o cap coneixement del subjecte.
- Costós: l'assaig i error requereix diferents mitjans per realitzar-se i no sempre el resultat obtingut és segur.